# Kawaii ! Vacances d'été
 (novembre 2024).
Si vous disposez d'ouvrages ou d'articles de référence ou si vous connaissez des sites web de qualité traitant du thème abordé ici, merci de compléter l'article en donnant les références utiles à sa vérifiabilité et en les liant à la section « Notes et références ».
Kawaii ! Vacances d’été est une œuvre de Takashi Murakami, réalisée en 2002.
C'est une acrylique sur toile marouflée sur panneau de 300×900×7.
Le motif des fleurs apparaît beaucoup dans l’œuvre de Murakami. Les premières sont nées lors de son concours d’entrée à l’université des beaux-arts pour la section nihon-ga* dont l’examen portait sur ces dessins de fleurs. Puis pendant neuf ans, il a enseigné aux élèves d’une école préparatoire à les dessiner. « Je dois franchement dire qu’au début je n’aimais pas les fleurs : malgré leur parfum, leur forme, tout ce qui me donnait presque mal au cœur, je les trouvais de plus en plus mignonnes : chacune semblait avoir ses sentiments, sa personnalité. Pourtant prédominait en moi une sensation de malaise, et c’est justement cela qui me faisait apprécier de plus en plus les fleurs. J’en dessine très fréquemment, cette sensation m’est revenue avec force : cette même force produite par un visage humain lorsqu’on entreprend de le dessiner. » Ses peintures de fleurs semblent les faire apparaître comme dans une scène de foule en mouvement, menaçante et qui se rapproche.
Souvent développées en polyptyques, les toiles de Murakami évoquent aussi formellement les peintures anciennes de paravents. L’artiste rejoint ainsi un aspect essentiel de l’art japonais traditionnel : le goût  du décoratif qui répond à une célébration de la vie et à la prise de conscience de la fugacité des choses.